# Корпиярви (озеро, бассейн Янисйоки)
Ко́рпия́рви (фин. Korpijärvi) — озеро на территории Лоймольского сельского поселения Суоярвского района Республики Карелия и области Северная Карелия Финляндии.

## Общие сведения
Площадь озера — 15,3 км², площадь бассейна — 344 км². Располагается на высоте 130,3 метров над уровнем моря.
Форма озера лопастная. Берега каменисто-песчаные, сильно изрезаны.
По территории озера проходит Российско-финляндская граница, условно деля озеро на две практически равные части.
С севера в Корпиярви впадает река Сютивиермянйоки.
Сток из озера осуществляется двумя рукавами: из южной оконечности озера вытекает река Канавайоки, воды которой, втекая в реку Юуванйоки, попадают в реку Янисйоки. Второй рукав вытекает из северной оконечности озера: река Векарусйоки (фин. Vekarusjoki), проходя по территории Финляндии, также втекает в реку Янисйоки.
На озере более десяти некрупных островов. Самый крупный из них — Руотсинсаари.
Ближайший населённый пункт на российской стороне — посёлок городского типа Вяртсиля — находится в 29 км по дороге местного значения к юго-западу от озера.
Код водного объекта в государственном водном реестре — 01040300211102000013360.
Название озера переводится с финского языка как «лесное озеро».